# Гонорий (префект Рима)
Гонорий (лат. Honorius) — государственный деятель VI века при короле Теодахаде.
Занимал должность префекта города Рима между 535 и 536 годами.
По указанию короля Теодахада Гонорий осуществил починку бронзовых слонов на Via Sacra, о плохом состоянии которых, он доложил королю.